# Ulysse Gosset
Ulysse Gosset est un journaliste français né le 23 juillet 1955 à Paris. Actuellement éditorialiste de politique étrangère sur BFMTV, il a travaillé pour TF1, France Télévisions, France 3, LCI, France 24, la chaîne française d'information internationale et Radio France.

## Biographie
Diplômé de l'École supérieure de journalisme de Lille, Ulysse Gosset a été de nombreuses années envoyé spécial permanent à l'étranger pour TF1 et Radio France à Tokyo, Moscou (1986-1993), puis Washington (1993-2002).
Entre décembre 2003 et août 2005, il est directeur de la rédaction nationale de France 3. 
Il est l'un des créateurs de la chaîne française d'information internationale France 24 en 2005, ainsi que son directeur de l'information jusqu'à août 2006. À partir de fin 2006, il y anime chaque vendredi à 19 h, un débat télévisé consacré à la politique internationale : Le Talk de Paris où il reçoit des chefs d'État et de gouvernement. 
À la mi-novembre 2008, la nouvelle direction de France 24 déclare ne pas vouloir renouveler son contrat, invoquant une « refonte de la grille des programmes pour 2009 ». Une cause de son éviction, évoquée par de nombreux médias, serait un reportage  du Talk de Paris sur Bernard Kouchner, alors ministre des Affaires étrangères, qui avait très mal pris les questions du journaliste et s'était plaint à la direction de France 24,. Ulysse Gosset lui-même déclare à ce propos que « Brejnev n'aurait pas fait mieux ». Le journaliste défend néanmoins le développement de la « CNN à la française » : « Grâce à la réforme de l'audiovisuel extérieur, la France doit se donner les moyens de rivaliser avec les grands réseaux mondiaux d'information ».
En avril 2012, Ulysse Gosset rejoint la chaîne d'information en continu BFMTV, en tant qu'éditorialiste chargé des questions internationales, journaliste spécialisé en politique étrangère. Ulysse Gosset s'est vu décerner le Grand Prix de la Presse Internationale 2013 pour « l'excellence de ses analyses sur l'actualité internationale et pour l'ensemble d'une carrière exigeante et exemplaire » et en 2022 avec la rédaction de BFMTV pour la couverture du conflit en Ukraine. 
Ulysse Gosset a créé plusieurs magazines numériques consacrés à Paris, The Paris Post et Paris Fantastic!, en français et en mandarin, pour les amoureux de la capitale à travers le monde.
En 2023, il lance une plateforme digitale en français et en anglais entièrement dédiée à l'Afrique, Africa Vox 54 (AFX54). 

### Publications
Auteur de plusieurs ouvrages dont Histoire secrète d'un coup d'État (1991, Lattès) et Le complexe d'Hillary Clinton (1996, Lattès), Ulysse Gosset a également réalisé plusieurs documentaires dont La nomenklatura soviétique en 1992, Crime et châtiment en Amérique en 1995, Du rififi sur le Rio Grande, Drogue et immigration à la frontière des USA et du Mexique (1998) et Paroles de bourreaux (2000).